# Virgin Crisis
Virgin Crisis (jap. 悪魔なエロス, Akuma na Erosu, dt. „teuflischer Eros“) ist eine Manga-Serie der japanischen Zeichnerin Mayu Shinjo. Sie ist der Shōjo-Gattung und den Genres Comedy, Fantasy und Romantik zuzuordnen. Die Geschichte erzählt von einem Mädchen, die sich für die Liebe eines Mitschülers an den Satan verkauft.

## Handlung
Miu Sakurai ist bis über beiden Ohren verliebt in den gutaussehenden und brillanten Shion Amamiya. Doch dieser scheint nichts von ihrer Existenz zu wissen. In ihrer Verzweiflung beschwört sie mit Hilfe eines Zauberbuches aus Versehen Satan. Der garantiert ihr die Liebe Amamiyas, fordert aber dafür Mius Jungfräulichkeit. Anfangs weigert sie sich, dem Pakt zuzustimmen, aber als ihr Schwarm sie weiterhin ignoriert und auch ihre Mitschülerinnen sie deswegen hänseln, stimmt sie dem Vertrag zu. Nun hat Miu einen großen Bruder namens Kai, als der sich Satan ausgibt, und einen kleinen namens Tsubasa, Satans Diener Malphas, die sich beide um Amamiya kümmern wollen. Doch das stellt sich als schwieriger heraus als erwartet. Zudem beginnt Satan, Gefühle für Miu zu entwickeln. Auch Amamiya scheint nicht der zu sein, für den er sich anfangs ausgegeben hat.

## Charaktere
Miu Sakurai (桜井 ミウ, Sakurai Miu): ist 15 Jahre und die weibliche Protagonistin von Virgin Crisis. Sie besucht die erste Klasse der Oberstufe einer Missionsschule zusammen mit ihrem Schwarm Amamiya, der jedoch kaum Notiz von ihr nimmt. Außerdem ist sie noch Jungfrau. Als ob das für sie noch nicht schlimm genug ist, wird sie von ihren weiblichen Klassenkameraden gemobbt, die auch keine Gelegenheit auslassen, sie bei Amamiya schlechtzumachen.
Kai Sakurai/Satan (桜井 魁/サタン, Sakurai Kai/Satan): ist der Fürst der Unterwelt und immer darauf hinaus, ahnungslose Menschen mit Verträgen um ihre Seelen zu bringen. In Gestalt eines großen, schwarzhaarigen Mannes mit Ziegenhörnern erscheint er eines Tages bei Miu, um mit ihr einen Pakt zu schließen. Später schleicht er sich dann auch in veränderter Gestalt als Mius Bruder in deren Leben ein, um besser den Verlauf zu kontrollieren.
Shion Amamiya/Michael (天宮 司恩/ミカエル, Amamiya Shion/Mikaeru): ist die Sportskanone und allseits beliebter Schüler auf Mius Schule. Er ist ein gläubiger Christ und kümmert sich neben der Schule um die nahegelegene Kapelle. Anfangs bemerkte er Miu kaum. Sein Interesse steigt jedoch, als er merkt, dass Miu irgendwie an Satan geraten ist. Er entpuppt sich später auch als Erzengel Michael, wobei sein menschlicher Deckname als „gnadenvoller Leiter des Himmelstempels“ gelesen werden kann.
Tsubasa Sakurai/Malphas (桜井 翼/マルパス, Sakurai Tsubasa/Marupasu): dient Satan als Rabe, da dieser ihm einst geholfen hat. Später wird er von seinem Meister in Mius kleinen Bruder verwandelt, um Miu zu kontrollieren, falls Amamiya ihr seine Liebe gesteht.
Seela (セーラ, Sēra): ist eine gelockte, mit kleinen Flügeln bestückte Frau. Sie ist halb Engel und halb Dämon und war in der Hölle Satans Sexgespielin gewesen. Aufgrund ihrer Herkunft hat sie Kontakt mit Michael. Nachdem ihr Platz an Satans Seite durch Miu ersetzt wird, versucht sie sich zu rächen. Wie Satan zuvor mischt auch sie sich in Mius Leben ein und gibt sich als amerikanische Austauschschülerin aus. Anfangs freundlich und nett gegenüber Miu entpuppt sie sich hintenherum als Racheengel, indem sie ihrer Erzrivalin Lügen erzählt und sie eifersüchtig macht. Als das nicht klappt, geht sie sogar noch ein Stück weiter.
Misakiist eine Mitschülerin von Miu und Mitglied im Amamiya-Fanclub. Später macht sich Satan an sie ran, um Miu damit eifersüchtig zu machen.

## Veröffentlichungen
Der Manga ist in Japan erstmals ab dem 26. Mai 2001 kapitelweise im Manga-Magazin Shōjo Comic beim Verlag Shogakukan erschienen. Anschließend folgten im selben Magazin noch die zwei Sonderkapitel Teuflische Geliebte im September 2001 und Teuflische Gemahlin im Februar 2002. Die Kapitel erschienen vom Mai 2001 bis März 2002 gesammelt in vier Bänden.
In Deutschland erschien der Manga mit allen vier Bänden bei Egmont Manga unter dem Label EMA adult. Die Übersetzung stammt von Christine Steinle. Eine spanische Fassung wurde von Editorial Ivréa in Spanien und Argentinien herausgegeben, eine chinesische von Sharp Point Press und eine italienische von Star Comics.

## Rezeption
Der Zeichenstil wird in der MangasZene beschrieben als „relativ eigenwillig, vor allem wenn es um die Proportionen bei männlichen und weiblichen Charakteren geht. […] Dafür sind die Gesichter liebevoll ausgearbeitet und schaffen es, einen mit ganz geringen Mitteln zum Lachen oder zum Weinen zu bringen“. Wie in anderen Werken der Autorin gehe es nach einiger Zeit sehr freizügig zu. Die Serie sei jedoch empfehlenswert für alle, die mal etwas Neues kennenlernen wollen. In der Funime heißt es, der Manga steche nicht besonders aus der Masse der Shōjo-Titel mit naiven Heldinnen heraus, auch wenn er etwas freizügiger sei. Dieser Unterschied sei nicht unbedingt zum Besseren: Manche erotische Szene habe „einen Touch von Vergewaltigung“. Mayu Shinjo sei jedoch bereits „für derart schräge Geschichten mit merkwürdig sexuellem Hintergrund bekannt“.